# Father Ted
Father Ted est une série télévisée britannico–irlandaise en 24 épisodes de 24 minutes et un épisode de 55 minutes, créée par Graham Linehan et Arthur Mathews et diffusée entre le 21 avril 1995 et le 1er mai 1998 sur Channel 4 et sur RTÉ Two en Irlande. Acclamée par la critique et récompensée par plusieurs BAFTA Awards, elle fait l'objet de rediffusions régulières en Royaume-Uni et en Irlande.
En France, la série a été diffusée à partir de 1997 sur Jimmy.

## Synopsis
Cette série raconte les mésaventures de trois prêtres et de leur gouvernante, exilés sur Craggy Island, petite île au large des côtes irlandaises. Leur comportement, indigne de l'Église catholique, a conduit leurs supérieurs à leur infliger ce bannissement : le père Ted Crilly a détourné des dons récoltés par l'église ; le père Jack Hackett est un alcoolique obsédé par les femmes dont le vocabulaire est principalement constitué des mots « Drink! Feck! Arse! Girls! » (« Boire ! Baiser ! Cul ! Filles ! ») et le père Dougal McGuire est un simple d'esprit.

## Distribution
- Dermot Morgan : Ted Crilly
- Ardal O'Hanlon : Dougal MacGuire
- Frank Kelly : Jack Hackett
- Pauline McLynn : Mrs Doyle
- Jim Norton : Évêque Leonard Brennan

## Production

### Écriture
Graham Linehan et Arthur Mathews formaient un groupe appelé The Josua Trio avec Paul Woodfull. Ils commencèrent à écrire des sketches et lors des concerts, Mathews venait parfois sur scène en tant que Father Ted.
Après 1991, Mathews et Linehan commencèrent à réfléchir à des projets de programmes télévisés. Ils présentèrent Irish Lives à Channel 4. Chaque épisode devait se concentrer sur des personnages vivant en Irlande. Le premier était consacré à Father Ted. Si Irish Lives fut rejetée par Channel 4, la chaîne demanda aux créateurs de reprendre le personnage de Father Ted comme base pour une autre série.

### Musique
Le thème de la série, Songs of Love, a été écrit et joué par le groupe nord-irlandais, The Divine Comedy. Le groupe a également contribué à la majorité de la musique originale, y compris My Lovely Horse pour l'épisode Song for Europe et My Lovely Mayo Mammy pour l'épisode Night of the Nearly Dead. Neil Hannon, le chanteur du groupe, a également chanté la partie de Ted dans une version de My Lovely Horse sur le single Gin Soaked Boy.

### Lieux du tournage
La majorité du tournage a eu lieu dans le comté de Clare, à l'Ouest de l'Irlande et notamment à Ennistymon, Ennis, Kilfenora et Kilnaboy.
Le générique a été filmé au-dessus d'Inis Oírr, la plus petite des îles d'Aran. 
Les scènes en intérieur ont été filmées aux ITV Studios Facilities à Londres.

## Épisodes

### Première saison (1995)
1. Bonne chance père Ted (Good Luck Father Ted)
2. Comment divertir père Stone (Entertaining Father Stone)
3. La Passion de saint Tibulle (The Passion of St Tibulus)
4. Le Grand Concours (Competition Time)
5. Et Dieu créa la femme (And God Created Woman)
6. Donnez-lui le repos éternel (Grant Unto Him Eternal Rest)

### Deuxième saison (1996)
1. L'Enfer (Hell)
2. La Grande Tombola (Think Fast, Father Ted)
3. Chronique d'un désastre annoncé (Tentacles of Doom)
4. Qui a volé le vieux sifflet ? (The Old Grey Whistle Theft)
5. Une chanson pour l'Europe (A Song for Europe)
6. La Peste (The Plague)
7. Ah les filles ! Ah les filles ! (Rock-a-hula Ted)
8. Cigarettes, alcool et patinage (Cigarettes and Alcohol and Rollerblading)
9. Rendez-nous le père Jack (New Jack City)
10. Terreur dans le ciel (Flight into Terror)

### Épisode spécial Noël (1996)
1. Le Noël de Ted (A Christmassy Ted)

### Troisième saison (1998)
1. Saint Ted l'hospitalier (Are You Right There, Father Ted ?)
2. La Guerre des moutons (Chirpy Burpy Cheap Sheep)
3. Speed 3 (Speed 3)
4. Deux pieds dans la tombe (The Mainland)
5. Rencontre du troisième âge - 1re partie (Escape from Victory - Part 1)
6. Botter le cul de Monseigneur Brennan - 2e partie (Kicking Bishop Brennan up the Arse - Part 2)
7. L'Ennui des Morts-Vivants (Night of the Nearly Dead)
8. À moi l'Amérique (Going to America)

## Personnages

### Personnages principaux
- Père Ted Crilly : Originaire de Wexford. Personnage principal de la série, Père Ted a été envoyé sur Craggy Island en punition à la suite de « l'affaire de Lourdes », lors de laquelle il aurait détourné de l'argent et finit à Las Vegas, au lieu d'amener un jeune à Lourdes. Il ne rêve que de gloire, de fortune et de reconnaissance.

- Père Dougal McGuire : Personnage lunaire, Dougal a été envoyé sur Craggy Island après « l'incident de Blackrock ». Adolescent attardé à la mémoire défaillante, il n'est pas à l'aise en présence de femmes, sauf de nonnes. Peu croyant, il fait preuve par moments d'éclairs de lucidité.

- Père Jack Hackett : Après une longue carrière dans l'Église catholique comme enseignant, carrière jalonnée de nombreux scandales, Jack a été envoyé sur Craggy Island à cause de ce qui s'est passé lors d'un mariage qu'il a célébré à Athlone. Malgré son grand âge, Jack ne pense qu'aux filles et à la boisson. Il a des problèmes d'audition à cause de bouchons de cire qui s'accumulent dans ses oreilles, cire qu'ils utilisent pour confectionner des bougies.

- Mrs Doyle : Gouvernante de la maison paroissiale de Craggy Island, elle s'occupe de tout dans la maison : elle prépare les repas, les sandwichs, le thé, fait le ménage, répare le toit, veille toute la nuit, au cas où... Têtue, elle ne laisse jamais personne partir sans prendre une tasse de thé ou un amuse-gueule.

### Personnages récurrents
- Évêque Leonard Brennan : Len Brennan est le supérieur de Ted. C'est lui qui a envoyé Ted, Dougal et Jack à Craggy Island. Il les déteste. Il a la phobie des lapins depuis qu'il est resté bloqué dans un ascenseur avec des centaines de lapins qui ont grignoté son cap. Il s'est secrètement marié et a un fils aux États-Unis.

- Père Dick Byrne : Prêtre sur Rugged Island avec le Père Cyril Macduff et le Père Johnson. Ted et Dick Byrne entretiennent une rivalité farouche et s'affrontent dès que possible : au concours des prêtres sosies, pour l'élection de la chanson qui représentera l'Irlande à l'Eurovision 1996, lors d'un match de football opposant les prêtres de plus de 75 ans,...

- Père Larry Duff : Vieil ami de Ted. Ce dernier n'hésite pas à lui passer un petit coup de fil de temps en temps. Malheureusement, sans le savoir, Ted appelle toujours Larry au mauvais moment, ce qui finit toujours en catastrophe.

### Personnages secondaires
- Père Hernandez : Ami de Ted, en place à Cuba. Lors de son passage à Craggy Island, il offre un magnétoscope à Dougal et à Ted une statuette cubaine de la fertilité. Il est sensible aux charmes de Mrs Doyle et roule en Porsche.

- Henry Sellers : Présentateur vedette de jeux télévisés. Il devient totalement incontrôlable lorsqu'il boit une goutte d'alcool.

## Réception et récompenses
- BAFTA Award 1995 : Meilleure comédie
- BAFTA Award 1996 : Meilleure comédie
- BAFTA Award 1996 : Meilleur acteur pour Dermot Morgan
- BAFTA Award 1996 : Meilleure actrice pour Pauline McLynn
- BAFTA Award 1997 : Meilleure comédie

En août 2012, les téléspectateurs de Channel 4 ont élu Father Ted numéro 1 des Meilleurs programmes comiques de Channel 4.

## Commentaires
L'acteur principal Dermot Morgan succomba brutalement à une attaque cardiaque un jour à peine après le tournage du dernier épisode en 1998. Contrairement à une opinion populaire, ce n'est pas son décès qui a mis fin à la série: Graham Linehan et Arthur Mathews prévoyaient bien de terminer la série avec cette saison, en même temps Dermot Morgan lui-même avait émis le souhait de ne pas poursuivre cette série de peur d'être catalogué et travaillait sur un nouveau projet qui était sur le point d'aboutir.
Suite à la tragédie, la dernière scène de la série montrant le protagoniste sur le point de se suicider a été remplacée par un montage des scènes issues des autres épisodes de la série.
Un Father Ted Festival célèbre chaque année la série.